# Laviana (Gerichtsbezirk)
Der Gerichtsbezirk Laviana ist einer der 18 Gerichtsbezirke in der autonomen Gemeinschaft Asturien.
Der Bezirk umfasst 4 Gemeinden auf einer Fläche von 564,47 km² mit dem Hauptquartier in Laviana.

## Gemeinden
| Gemeinde                   | Einwohner (2024) | Fläche km² | Dichte Einw./km² | Cod INE | Postleitzahl |
| -------------------------- | ---------------- | ---------- | ---------------- | ------- | ------------ |
| Caso                       | 1.427            | 307,94     | 5                | 33015   | 33990–33999  |
| Laviana                    | 12.284           | 130,99     | 94               | 33032   | 33970–33980  |
| San Martín del Rey Aurelio | 15.405           | 56,12      | 275              | 33060   | 33950        |
| Sobrescobio                | 845              | 69,42      | 12               | 33067   | 33993        |
| Gerichtsbezirk Laviana     | 29.961           | 564,47     | 53               | –       | –            |